# Associazione Calcio Reggiana 1985-1986
Questa voce raccoglie le informazioni riguardanti l'Associazione Calcio Reggiana nelle competizioni ufficiali della stagione 1985-1986.

## Stagione
Nella stagione 1985-1986 arriva a Reggio Emilia l'esperto diesse Nardino Previdi (già alla Roma) che conferma come allenatore Franco Fontana e porta a Reggio giocatori di qualità: l'attaccante Marco Cacciatori dalla Carrarese con il mediano Gianmarco Remondina, il centrocampista Maurizio Restelli che ritorna a Reggio dopo gli anni della serie A, poi i terzini Mauro Joriatti arrivato dal Pescara ed Ernesto Peroncini dal Monza. Se ne va il portiere Sergio Eberini ceduto al Partinico, mentre i guantoni della porta granata se li disputano il reggiano Luigi Bertolini e Nico Facciolo arrivato da Pordenone che sarà la rivelazione del campionato dei granata.
Dopo un inizio non brillante con l'eliminazione dalla Coppa Italia nazionale nel sesto girone di qualificazione, ed un esordio soft in campionato, viene esonerato l'allenatore Franco Fontana dopo il pareggio interno (0-0) con il Rimini alla quinta giornata e assunto l'anziano Giancarlo Cadè, aveva già allenato la Reggiana nel 1963-1964 ottenendo la promozione in serie B. La squadra recupera posizioni e scala il vertice della classifica, fino alle tre sconfitte di fila che si riveleranno decisive, subìte con Spal in casa e con Virescit e Piacenza in trasferta, ai primi di aprile. A poco serve il pareggio pirotecnico col Modena al Mirabello (1-1) con due rigori parati da Facciolo il 20 aprile 1986 e la vittoria di Parma (1-2) della settimana dopo contro la squadra di Arrigo Sacchi, cui seguono gravi incidenti in città. La Reggiana alla fine è solo quarta, salgono in Serie B il Parma ed il Modena.

## Divise e sponsor
| Casa |

## Rosa
| N. |                   | Ruolo | Calciatore         |
| -- | ----------------- | ----- | ------------------ |
|    | Italia (bandiera) | D     | Saverio Albi       |
|    | Italia (bandiera) | P     | Luigi Bertolini    |
|    | Italia (bandiera) | C     | Luigi Bizzotto     |
|    | Italia (bandiera) | A     | Marco Cacciatori   |
|    | Italia (bandiera) | A     | Giovanni Ceccarini |
|    | Italia (bandiera) | D     | Pino Cocca         |
|    | Italia (bandiera) | A     | Sergio D'Agostino  |
|    | Italia (bandiera) | C     | Angelo Di Livio    |
|    | Italia (bandiera) | P     | Nico Facciolo      |
|    | Italia (bandiera) | D     | Mauro Joriatti     |

| N. |                   | Ruolo | Calciatore          |
| -- | ----------------- | ----- | ------------------- |
|    | Italia (bandiera) | C     | Giuseppe Manarin    |
|    | Italia (bandiera) | C     | Ennio Ori           |
|    | Italia (bandiera) | C     | Ernesto Peroncini   |
|    | Italia (bandiera) | C     | Gianmarco Remondina |
|    | Italia (bandiera) | C     | Maurizio Restelli   |
|    | Italia (bandiera) | C     | Enzo Scarpa         |
|    | Italia (bandiera) | C     | Maurizio Scarsella  |
|    | Italia (bandiera) | C     | Giovanni Soncin     |
|    | Italia (bandiera) | D     | Domenico Tanzi      |
|    | Italia (bandiera) | D     | Sandro Vignini      |

## Risultati

### Serie C1

#### Girone di andata
| Arbitro: | Grechi (Milano) |

|  |           |                                                |
|  | Marcatori | 11’, 64’ Mochi 15’ Sella 74’ (rig.) Quagliozzi |

| Arbitro: | Conforti (Macerata) |

|           |           |               |
| Ravot 77’ | Marcatori | 58’ Ceccarini |

| Arbitro: | Ceccarini (Livorno) |

|                              |           |  |
| Ceccarini 48’ Cacciatori 64’ | Marcatori |  |

| Legnano 13 ottobre 1985 4ª giornata | Legnano             | 0 – 0 | Reggiana | Stadio Comunale\| Arbitro: \| Telegrafo (Taranto) \| |
| Arbitro:                            | Telegrafo (Taranto) |       |          |                                                      |

| Reggio Emilia 20 ottobre 1985 5ª giornata | Reggiana           | 0 – 0 | Rimini | Stadio Mirabello\| Arbitro: \| Di Cola (Avezzano) \| |
| Arbitro:                                  | Di Cola (Avezzano) |       |        |                                                      |

| Arbitro: | Barbaraci (Cagliari) |

|                   |           |                             |
| Fasolo 28’ (rig.) | Marcatori | 4’ Ceccarini 76’ D'Agostino |

| Arbitro: | Bailo (Novi Ligure) |

|                                     |           |                                 |
| D'Agostino 56’ Tanzi 87’ Soncin 88’ | Marcatori | 6’ (aut.) Restelli 45’ Labadini |

| Arbitro: | Bruni (Arezzo) |

|                          |           |                   |
| Bussalino 17’ Talevi 19’ | Marcatori | 12’ (aut.) Donati |

| Arbitro: | Scalcione (Matera) |

|  |           |                              |
|  | Marcatori | 25’ D'Agostino 36’ Ceccarini |

| Arbitro: | Squadrito (Catania) |

|               |           |              |
| Ceccarini 14’ | Marcatori | 84’ Benaglia |

| Arbitro: | Dal Forno (Ivrea) |

|               |           |              |
| D'Agostino 7’ | Marcatori | 29’ Tomasoni |

| Modena 8 dicembre 1985 12ª giornata | Modena             | 0 – 0 | Reggiana | Stadio Alberto Braglia\| Arbitro: \| Acri (Novi Ligure) \| |
| Arbitro:                            | Acri (Novi Ligure) |       |          |                                                            |

| Arbitro: | Nicchi (Arezzo) |

|                  |           |                                       |
| Bruno 46’ (aut.) | Marcatori | 17’ Signorini 69’ Gabriele 83’ Fiorin |

| Arbitro: | Frattin (Conegliano Veneto) |

|  |           |                       |
|  | Marcatori | 90’ (rig.) D'Agostino |

| Arbitro: | Di Cola (Avezzano) |

|              |           |  |
| Ceccarini 6’ | Marcatori |  |

| Arbitro: | Ciaccio (Napoli) |

|  |           |                                       |
|  | Marcatori | 57’ (rig.), 76’ D'Agostino 59’ Scarpa |

| Trento 19 gennaio 1986 17ª giornata | Reggiana             | 0 – 0 | Trento | Stadio Briamasco\| Arbitro: \| Nicoletti (Agropoli) \| |
| Arbitro:                            | Nicoletti (Agropoli) |       |        |                                                        |

#### Girone di ritorno
| Arbitro: | Barbaraci (Cagliari) |

|                           |           |                         |
| D'Adderio 44’ D. Moro 47’ | Marcatori | 75’ Scarpa 79’ Restelli |

| Arbitro: | Ingargiola (Marsala) |

|                                          |           |  |
| Cacciatori 26’ Scarpa 32’ D'Agostino 85’ | Marcatori |  |

| Arbitro: | Telegrafo (Taranto) |

|             |           |            |
| Profumo 44’ | Marcatori | 67’ Scarpa |

| Arbitro: | Stafoggia (Pesaro) |

|                      |           |  |
| D'Agostino 3’ (rig.) | Marcatori |  |

| Rimini 23 febbraio 1986 22ª giornata | Rimini                        | 0 – 0 | Reggiana | Stadio Romeo Neri\| Arbitro: \| Quartuccio (Torre Annunziata) \| |
| Arbitro:                             | Quartuccio (Torre Annunziata) |       |          |                                                                  |

| Arbitro: | Sanguineti (Chiavari) |

|                                                      |           |  |
| Bizzotto 3’ Cacciatori 46’ Scarpa 51’ D'Agostino 69’ | Marcatori |  |

| Arbitro: | Acri (Novi Ligure) |

|  |           |               |
|  | Marcatori | 7’ D'Agostino |

| Arbitro: | Maazalupi (Roma) |

|                |           |  |
| Cacciatori 45’ | Marcatori |  |

| Arbitro: | Bruni (Arezzo) |

|            |           |                                       |
| Scarpa 86’ | Marcatori | 23’ Bresciani 56’ Tavola 71’ Ferretti |

| Arbitro: | Da Ros (Treviso) |

|              |           |  |
| Bonacina 51’ | Marcatori |  |

| Arbitro: | Nicchi (Arezzo) |

|                            |           |               |
| Simonetta 47’ De Gradi 63’ | Marcatori | 46’ Ceccarini |

| Arbitro: | Dal Forno (Ivrea) |

|                       |           |                      |
| D'Agostini 52’ (rig.) | Marcatori | 16’ (aut.) Remondina |

| Arbitro: | Calabretta (Catanzaro) |

|               |           |                         |
| Signorini 65’ | Marcatori | 49’ Cacciatori 57’ Albi |

| Arbitro: | Ceccarini (Livorno) |

|                       |           |  |
| D'Agostino 17’ (rig.) | Marcatori |  |

| Arbitro: | Telegrafo (Taranto) |

|                                      |           |               |
| Giansanti 49’ Coppola 59’ Favaro 65’ | Marcatori | 20’ Peroncini |

| Arbitro: | Boggi (Salerno) |

|           |           |             |
| Tanzi 37’ | Marcatori | 32’ Burgato |

| Arbitro: | Quartuccio (Torre Annunziata) |

|           |           |  |
| Telch 89’ | Marcatori |  |

### Coppa Italia

#### Primo turno
| Reggio Emilia 21 agosto 1985 1ª giornata | Reggiana            | 0 – 0 | Cagliari | Stadio Mirabello\| Arbitro: \| Amendolia (Messina) \| |
| Arbitro:                                 | Amendolia (Messina) |       |          |                                                       |

| Arbitro: | Testa (Prato) |

|                       |           |                                             |
| Cacciatori 78’ (rig.) | Marcatori | 4’, 35’ (rig.), 50’ Edinho 60’ A. Carnevale |

| Arbitro: | D'Innocenzo (Roma) |

|            |           |  |
| Virdis 68’ | Marcatori |  |

| Arbitro: | Tarallo (Como) |

|            |           |                |
| Marulla 1’ | Marcatori | 46’ D'Agostino |

| Arbitro: | Greco (Lecce) |

|                |           |  |
| Cacciatori 26’ | Marcatori |  |

### Coppa Italia Serie C

#### Fase finale
| Reggio Emilia 18 dicembre 1985 Sedicesimi di finale - Andata | Reggiana            | 0 – 0 | Virescit Bergamo | Stadio Mirabello\| Arbitro: \| Scaramuzza (Mestre) \| |
| Arbitro:                                                     | Scaramuzza (Mestre) |       |                  |                                                       |

| Arbitro: | Sanguineti (Chiavari) |

|                             |           |                |
| Marchetti 21’ Brambilla 43’ | Marcatori | 44’ Cacciatori |